# Videha
Videha (Prākrit: 𑀯𑀺𑀤𑁂𑀳 Videha; Pāli: Videha; Sânscrito: Videha) foi uma antiga tribo indo-ariana do subcontinente indiano nordeste cuja existência é atestada durante a Idade do Ferro. A população de Videha, os Vaidehas, foi inicialmente organizada em uma monarquia, mas depois se tornou uma gaṇasaṅgha (uma república aristocrática), atualmente referida como a República Videha, que fazia parte da maior Liga Vajjika.

## Localização
As fronteiras do Reino Videha eram o Rio Gandaki no oeste, o Rio Kosi no leste, o Rio Ganges no sul e as montanhas Himalaias no norte. A oeste do Rio Gandaki, o vizinho dos Vaidehas era o Reino de Côssala.